# Wielersport op de Paralympische Zomerspelen 1988
Op de VIIIe Paralympische Spelen die in 1988 werden gehouden in het Zuid-Koreaanse Seoel was wielrennen een van de 18 sporten die werd beoefend tijdens deze spelen. Er stonden in 1988 alleen evenementen voor de mannen op het programma bij het wielrennen. Voor Nederland waren er geen wielrenners aanwezig tijdens deze spelen. De Belgische wielrenner Geert Couchez bezorgde België de eerste gouden medaille bij het wielrennen.

## Mannen

### Weg

#### Tweewielers
| Klasse | Evenement | Tijd       | land | Goud               | land | Zilver        | land | Brons              |
| ------ | --------- | ---------- | ---- | ------------------ | ---- | ------------- | ---- | ------------------ |
| LC2    | 50 km     | 1:28:02.55 | FRA  | Tristan Mouric     | KOR  | Seung Yeo Lee | USA  | Pier Beltram       |
| LC3    | 60 km     | 1:38:33.50 | CAN  | Dean Dwyer         | TCH  | Josef Lachman | BEL  | Claude van Coillie |
| LC4    | 70 km     | 1:55:32.78 | FRA  | Francisco Trujillo | USA  | James Henry   | FRA  | Pascal Thevenon    |
| C5-6   | 1,500 m   | 2:18.095   | KOR  | Do Geol Kwak       | KOR  | Jong Kil Kim  | KOR  | Jung Yeol Lee      |
| C5-6   | 3,000 m   | 4:41.001   | KOR  | Jong Kil Kim       | KOR  | Do Geol Kwak  | KOR  | Jung Yeol Lee      |

#### Driewielers
| Klasse | Evenement | Tijd     | land | Goud              | land | Zilver            | land | Brons            |
| ------ | --------- | -------- | ---- | ----------------- | ---- | ----------------- | ---- | ---------------- |
| C5-6   | 1,500 m   | 2:58.087 | CAN  | Halldor Bjarnason | BEL  | Geert Couchez     | USA  | Michael McGilton |
| C5-6   | 3,000 m   | 5:58.033 | BEL  | Geert Couchez     | CAN  | Halldor Bjarnason | USA  | Johnny Kviserud  |

Atletiek · Bankdrukken · Basketbal · Boogschieten · Boccia · CP-voetbal · Gewichtheffen · Goalball · Judo · Koersbal · Schermen · Schietsport · Snooker · Tafeltennis · Tennis · Volleybal · Wielersport · Zwemmen
New York & Stoke Mandeville 1984 ·
Seoel 1988 ·
Barcelona 1992 ·
Atlanta 1996 ·
Sydney 2000 ·
Athene 2004 ·
Peking 2008 ·
Londen 2012 ·
Rio de Janeiro 2016 ·
Tokio 2020 ·
Parijs 2024 ·
Los Angeles 2028